# Thelotrema waasii
Thelotrema waasii är en lavart som beskrevs av Hale 1981. Thelotrema waasii ingår i släktet Thelotrema och familjen Thelotremataceae.   Inga underarter finns listade i Catalogue of Life.